# Men of Odyssey
La Men of Odyssey, nota anche come Odyssey Men Video è una casa di produzione e distribuzione cinematografica specializzata esclusivamente nella pornografia gay.

## Riconoscimenti
- 1997 - GayVN Awards
  - Best Overall Marketing Campaign - Family Values[1]
- 1998 - GayVN Awards
  - Best Overall Marketing Campaign - Ryker's Revenge[1]
- 1999 - Men in Video Awards
  - Most Romantic Video and Hottest Video
- 1999 - Grabby Awards
  - Best Video: Fantasy - Technical Ecstasy[2]
- 1999 - GayVN Awards
  - Best Bisexual Video - Mass Appeal[3]
- 2000 - Grabby Awards
  - Best Video - Echoes[4]
- 2000 - GayVN Awards
  - Best Ethnic-Themed Video - Caesar's Hardhat Gang Bang[1]